# Okres Złotoryja
Okres Złotoryja (polsky Powiat złotoryjski) je okres v polském Dolnoslezském vojvodství. Rozlohu má 575,45 km² a v roce 2020 zde žilo 43 038 obyvatel. Sídlem správy okresu je město Złotoryja.

## Gminy
Městské:
- Wojcieszów
- Złotoryja

Městsko-vesnická:
- Świerzawa

Vesnické:
- Pielgrzymka
- Zagrodno
- Złotoryja

## Města
- Świerzawa
- Wojcieszów
- Złotoryja

## Sousední okresy
| Růžice kompasu | Bolesławiec   | Legnica         | Legnica       | Růžice kompasu |
| Růžice kompasu | Lwówek Śląski | Sever           | Jawor         | Růžice kompasu |
| Růžice kompasu | Lwówek Śląski | Okres Złotoryja | Jawor         | Růžice kompasu |
| Růžice kompasu | Lwówek Śląski | Jih             | Jawor         | Růžice kompasu |
| Růžice kompasu | Krkonoše      | Krkonoše        | Kamienna Góra | Růžice kompasu |